# 沼田真佑
沼田 真佑（ぬまた しんすけ、1978年10月30日 - ）は、日本の小説家。

## 人物
北海道小樽市生まれ。親の転勤により神奈川県、千葉県、埼玉県と転じ、中学校から福岡県福岡市で育つ。福岡大学附属大濠高等学校、西南学院大学商学部卒業。その後、岩手県盛岡市に在住。
2017年、「影裏」で第122回文學界新人賞受賞してデビュー。同作で第157回（2017年上半期）芥川龍之介賞受賞。「影裏」に対して芥川賞選考委員の髙樹のぶ子は、「（東日本大震災を題材としているが、）震災を前面に押し出した小説ではない。人間関係を書くことで、それを取り囲む自然の怖さに言及した」と評価している。

## 受賞歴
2017年、「影裏」で第122回文學界新人賞受賞、第157回芥川龍之介賞受賞。

## 作品リスト

### 単行本
- 『影裏』（文藝春秋、2017年7月 / 文春文庫、2019年9月） 
  - 「影裏」 - 『文學界』2017年5月号
  - 「廃屋の眺め」（文庫版のみ） - 『文學界』2017年9月号
  - 「陶片」（文庫版のみ） - 『文學界』2019年1月号
- 『幻日/木山の話』（講談社、2023年12月）
  - 「早春」 - 『群像』2019年9月号
  - 「入船」 - 『群像』2020年8月号
  - 「遡」 - 『群像』2021年2月号
  - 「ブラスト」 - 『群像』2021年8月号
  - 「日なた」 - 『群像』2022年2月号
  - 「朝霧の」 - 『群像』2022年8月号
  - 「カタリナ」 - 『群像』2023年1月号
  - 「ながれも」 - 『群像』2023年7月号

### アンソロジー収録
- 「廃屋の眺め」 - 『文学2018』（講談社、2018年4月）
  - 初出:『文學界』2017年9月号
- 「茶会」 - 『水都眩光 幻想短篇アンソロジー』（文藝春秋、2023年9月）
  - 初出:『文學界』2023年5月号

### 単行本未収録

#### 小説
- 「夭折の女子の顔」 - 『すばる』2018年1月号
- 「さくれぶる」 - 『すばる』2018年5月号
- 「茨の実」 - 『すばる』2020年5月号
- 「於浅虫」 - 『すばる』2021年4月号
- 「三脚の椅子」-『文學界』2024年4月号
- 「白き使者」 - 『文學界』2024年12月号
- 「いつでも、誰とでも」 - 『文學界』2025年4月号
- 「人狼の唄」 - 『文學界』2025年9月号

#### エッセイ・書評
- 「盗癖」 - 『すばる』2017年8月号
- 「馬」 - 『すばる』2017年9月号
- 「わたしの楽園」 - 『群像』2017年11月号
- 「読書日録」 - 『すばる』2019年4月号 - 6月号
- 「世之介との約束」（吉田修一『続 横道世之介』書評） - 『文學界』2019年5月号
- 「近く、遠いまなざし」 - 『文學界』2020年2月号
- 「映画撮「影裏」話」 - 『文學界』2020年3月号
- 「アナザー・サイド・オブ」 - 『西日本新聞』2021年4月13日 - 6月25日
- 「ユア・ミラー」（松浦理英子『ヒカリ文集』書評）[8] - 『群像』2022年4月号
- 「本の名刺 幻日/木山の話」 - 『群像』2024年1月号
- 「文一の本棚 吉田健一『金沢｜酒宴』」 - 『群像』2024年3月号